# بداية باتمان
بداية باتمان أو باتمان يبدأ (بالإنجليزية: Batman Begins)‏ هو فيلم أميركي من إنتاج عام 2005، مأخوذ عن بطل دي سي كوميكس الشهير باتمان. الفيلم من إخراج كريستوفر نولان وبطولة كريستيان بيل. يقوم هذا الفيلم بإعادة بدأ سلسلة أفلام باتمان، وهو يروي قصة أصل شخصية الرجل الوطواط بدأ من خوف بروس وين الأول من الخفافيش ووفاة والديه إضافة إلى رحلته ليصبح البطل الخارق الذي هو عليه. كل ذلك مستوحى من قصص المجلات الهزلية الكلاسيكية مثل الرجل الذي يسقط وباتمان: العام الأول وباتمان: الهالووين الطويل.
بعد سلسلة من مشاريع غير ناجحة هدفت إلى إعادة باتمان إلى الشاشة، وبعد فشل فيلم باتمان وروبن عام 1997 عند النقاد، بدأ نولان وديفيد إس غوير العمل على الفيلم في بداية 2003 وهدفا إلى إبراز نبرة داكنة وأكثر واقعية، كون الإنسانية والواقعية أساس الفيلم. كانت الغاية أن يجعلا الجمهور يهتم بكل من باتمان وبروس وين. اعتمد الفيلم، الذي صور أصلاً في إنجلترا وشيكاغو، على مجازفات تقليدية ونماذج مصغرة مع استعمال ضئيل للصور المولدة بالحاسوب. تم صنع سيارة بات جديدة (سميت التامبلر) تحديداً للفيلم، وكذلك بذلة بات أكثر قابلية للحركة.
كان فيلم بداية باتمان ناجحاً من الجانب التجاري، وكذلك عند النقاد. افتتح الفيلم يوم 15 يونيو 2005 في الولايات المتحدة الأمريكية وكندا في 3,858 قاعة سينما. كسب الفيلم إيرادات بمقدار 48 مليون دولار في نهاية أسبوع افتتاحه، وارتفعت الإيرادات في النهاية إلى 372 مليون دولار عالمياً. لاقى الفيلم تصويت 84% من الموافقة في موقع الطماطم الفاسدة. ذكر النقاد أن الخوف موضوع شائع طوال الفيلم، ولاحظوا أن لهذا الأخير نبرة أدكن مقارنة بأفلام باتمان السابقة. تم إصدار فيلم تابع له تحت عنون فارس الظلام في يوليو 2008، شهد أيضاً عودة كلاً من نولان وبيل إلى السلسلة.

## الملخص
يسقط الشاب بروس وين في بئر حيث تهاجمه الخفافيش. يستيقظ بروس من هذا الكابوس عن ماضيه ويتبين أنه سجين في بوتان. يتقرب من بروس رجل اسمه هنري دوكارد، يتحدث باسم رأس الغول قائد عصبة الظلال. يقوم هنري بدعوة بروس وين للتدرب مع جماعة النخبة الاقتصاصيين. يعود السرد إلى طفولة بروس، إلى تلك الليلة التي شهد فيها مقتل والديه على يد قاطع طريق باسم جو تشيل. يتم لاحقا إلقاء القبض على تشيل، ويأخذ بروس إلى منزله حيث يربيه كبير خدم العائلة آلفرد بينيوورث.
يعود بروس بعد أعوام لمدينة غوثام من جامعة برنستون، مصمما على قتل تشيل الذي تؤجل عقوبته في السجن مقابل الشهادة ضد زعيم الإجرام كارمين فالكوني. لكن قبل أن يقوم بذلك، تقوم امرأة من عصابة فالكوني، متنكرة كمراسلة، بقتل تشيل. صديقة طفولة بروس، رايتشل داوز التي هي مساعدة نائب المقاطعة، يقززها عزم بروس وتخبره أن والده كان ليخجل منه. في تلك الليلة، يواجه بروس فالكوني، فيخبر هذا الأخير الرجل الشاب أن إمبراطوريته الإجرامية لا تقهر لأنها تعمل على الخوف. يقرر بروس أن يجوب العالم لعدة سنوات لتعلم مختلف أنظمة عالم الجريمة، قبل أن يصبح هو نفسه مجرما ويلقى القبض عليه. بعد تدريب بروس في عصبة الظلال، يخبره رأس الغول ودوكارد عن هدفه، وهو قيادة العصبة لتدمير غوثام التي يعتقدون أنها فاسدة وغير قابلة للإصلاح. يرفض بروس أن يصبح قاتلا، فتنشب معركة بينه وبين رأس الغول يحرق فيها المعبد قبل أن يهرب. يموت رأس الغول في الحطام لكن ينقذ بروس دوكارد المغمى عليه، ويعود إلى غوثام.
يهيمن فالكوني الآن على المدينة. يقبل بروس مساعدة الرقيب جيم غوردون، واحد من أقلية رجال الشرطة الشرفاء، ويصبح صديق لوسيوس فوكس، عضو سابق في مجلس شركات وين. يعمل فوكس على مساعدة بروس لاقتناء نموذج أولي لسيارة مصفحة وبدلة تجريبية مدرعة. يجد بروس مع آلفرد مدخلا آخر للكهف تحت البئر، وينشئ ورشة عمل لتعديل معداته لاتخاذ هوية باتمان. يقوم بروس في ليلته الاقتصاصية الأولى باعتراض شحنة مخدرات والقبض على فالكوني وإعطاء رايتشل الأدلة الكافية لاتهامه.
ينقل فالكوني ورجاله إلى مستشفى آركام للأمراض النفسية بفضل مساعدة من مدير المستشفى الفاسد، الدكتور جوناثان كرين، الذي يدفع المال لفالكوني من أجل إدخال مهلوس سام إلى مدينة غوثام. يستخدم كرين الذيفان في تجاربه حيث يستغل مرضاه كفئران تجارب. عندما يطالب فالكوني بحصة أكبر، يرشه كرين بالغاز دافعا إياه إلى الجنون من الخوف. أثناء التحقيق في المخدرات، يقابل باتمان كرين الذي يرشه هو أيضا بذيفان الخوف. يتمكن آلفرد من إنقاذه مستعملا مضاد ذيفان طوره فوكس. يقوم كرين لاحقا باستدعاء رايتشل إلى مستشفى آركام ليخبرها أن إمدادات مياه مدينة غوثام سممت بالمهلوس منذ أسابيع، ثم يسممها هي أيضا. يصيب باتمان كرين بجرعة من السم ثم ينقذ رايتشل ويأخذها إلى كهفه حيث يسلمها قارورتين تحتويان على المضاد من أجل غوردون: الأولى لتلقيح نفسه، والثانية لإنتاج كميات كبيرة من الدواء.
أثناء الاحتفال بعيد ميلاد بروس في قصر وين، يواجهه دوكارد الذي يكشف عن هويته الحقيقية وهو رأس الغول، وقد أتى لغوثام ليقوم شخصيا بتدمير المدينة؛ كان قد تآمر مع كرين لتسميم إمدادات مياه غوثام بالذيفان، مبخرا إياه بجهاز مسروق من شركات وين. بعد تظاهر بروس بالسكر ليجبر الجميع على الرحيل، ينشب القتال بينه وبين رأس الغول. يقوم رجال هذا الأخير بحرق القصر وإطلاق سراح جميع سجناء مستشفى آركام وتبخير المهلوس في الغلاف الجوي. على الرغم من دمار قصر وين، يهرب بروس من ألسنة النيران بفضل مساعدة آلفرد. تسلم رايتشل الترياق لغوردون وتصعق كرين، الذي يسمي نفسه الآن بالفزاعة، بمسدس صاعق. يكشف باتمان هويته لرايتشل ويترك غوردون يقود سيارة البات إلى برج وين، المحور المركزي لنظام السكك الحديدية المرتفع بغوثام. يركب رأس الغول على متن القطار هادفا الوصول إلى برج وين بالمبخر لأنه أيضا محور رئيسي للمياه. يواجه باتمان رأس الغول على متن القطار في حين يقوم غوردون بتدمير السكك المرتفعة. يهرب باتمان من القطار قبل تحطمه، تاركا رأس الغول ليلقى حتفه على متنه.
بعد المعركة، يصبح باتمان بطلا مشهورا ويستعيد بروس السيطرة على شركته؛ يقوم بطرد ويليام أرل كبير الإداريين التنفيذيين السابق وتوظيف لوسيوس فوكس بدلا منه. لكن يخسر رايتشل التي لا تستطيع أن تحب كلا بروس وباتمان وتقول له حينما تصبح غوثام ليست بحاجة لباتمان سأكون معك. غوردون الذي هو الآن ملازم، يري باتمان إشارة البات ويذكر مجرما جديدا يترك أوراق لعب الجوكر ورائه في مسارح الجرائم. يعد باتمان للتحقيق في الأمر، ويختفي بعده في ظلام الليل.

## طاقم التمثيل
- كريستيان بيل في دور بروس وين / باتمان (الرجل الوطواط): بروس وين صناعي ملياردير، قتل قاطع طريق والداه حين كان عمره ثماني سنوات فقط. يجوب العالم لعدة سنوات باحثا عن طرق لمحاربة الظلم، ثم يعود لغوثام. أثناء اليل، يلبس بروس قناع باتمان، حامي مدينة غوثام الاقتصاصي. يلعب غاس لويس دور بروس وين في سن الثامنة. اختير بيل للدور في 11 شتنبر 2003،[6] كونه كان مهتما بلعب باتمان منذ كان دارين أرنوفسكي يخطط لفيلمه الخاص.[7] من بين المرشحين الأوائل لدور باتمان/بروس وين، هناك بيلي كرودب وجيك جيلنهال وهيوغ دانسي وجاشوا جاكسون وآين بيلي وسيليان مورفي.[6] شعر بيل أن الأفلام السابقة أعارت اهتماما أكبر للأشرار بدلا من شخصية باتمان.[8] للعب دور باتمان بشكل أفضل، درس بيل روايات البطل المصورة ورسومه التوضيحية.[9] قال المخرج نولان عن بيل أنه، «كان بالتحديد توازن الظلام والضياء الذي كنا نبحث عنه».[10]
- مايكل كين في دور آلفرد بينيوورث: هو كبير خدم والدي بروس وين، الذي يستمر في خدمة ابنهما بعد وفاتهما، وأقرب أصدقاء وين. شعر نولان أن كين سيلعب بفعالية دور الشخصية.[11] مع أن الفيلم يصور أن عائلة آلفرد أمضت أجيالا في خدمة أسرة وين، فإن كين صنع خلفية خاصة له، وهي أنه قبل أن يصبح كبير خدم وين، كان قد خدم في الخدمة الجوية الخاصة. وبعد أن أصيب آلفرد، دعاه توماس وين لمنصب كبير خدم أسرته لأنه «أراد كبير خدم، لكن شخصا أكثر صرامة من ذلك».[12]
- ليام نيسون في دور هنري دوكارد: هو في الواقع رأس الغول، شرير رئيسي في الفيلم. يعلم دوكارد بروس فن قتال النين جوتسو. قال الكاتب ديفيد غوير أنه شعر أن رأس الغول كان الأكثر تعقيدا بين أشرار باتمان، مقارنا إياه بأسامة بن لادن؛ «هو ليس مجنونا في الطريقة التي فيها كل أشرار باتمان هم كذلك. هو ليس عازما على الانتقام؛ هو في الواقع يحاول أن يشفي العالم. ويفعل ذلك بطرق جد دراكونية». يلعب نيسون بصفة عامة دور معلم، لذا فالكشف أن شخصيته هي الشرير الرئيسي كان من المفترض أن يصدم المشاهدين.[11]
- كاتي هولمز في دور رايتشل داوز: صديقة بروس منذ الطفولة، التي تشغل منصب مساعدة لنائب المقاطعة وتحارب فساد المدينة. وجد نولان «دفءا رائعا وجاذبية عاطفية عظيمة» في هولمز، وشعر أيضا أن «لها نضجا يفوق سنواتها يأتي عبر الفيلم وهو ضروري لفكرة أن رايتشل ضمير أخلاقي لبروس». كانتا سارة ميشيل غيلار ورايتشل مكأدامز مرشحتان للدور.[13] تلعب إيما لوكهارت دور رايتشل داوز الصبية.
- غاري أولدمان في دور الرقيب جيمس غوردون: واحد من أقلية ضباط شرطة المدينة غير الفاسدين. كان في نوبته ليلة قتل والدا بروس وين. لذا له صلة خاصة ببروس، ومن ثم بباتمان. أراد نولان في أول الأمر أن يمنح أولدمان دور شرير،[14] لكن عندما رفض كريس كوبر دور غوردون لقضاء الوقت مع عائلته، قرر أن لعب الدور سيكون منعشا لأولدمان.[15] «أجسد مواضيع الفيلم التي هي قيم العائلة، والشجاعة والشفقة وحس الصواب والخطأ، والخير والشر والعدل»، قال أولدمان عن شخصيته. صور أولدمان معظم مشاهده في بريطانيا.[16] قال غوير أن أولدمان يشبه كثيرا غوردون الذي رسمه ديفيد مازوتشيلي في باتمان: العام الأول.[11]
- سيليان مورفي في دور الدكتور جوناثان كرين / الفزاعة: يعمل في مجال علم النفس الدوائي بمستشفى آركام للأمراض النفسية. مطور ذيفان مثير للخوف، ينتحل شخصية الفزاعة ليختبره ويستغل مرضاه كفئران تجارب خلال ذلك. هو شرير رئيسي في الفيلم، يتعاون مع رأس الغول وكارمين فالكوني.
- توم ويلكنسن في دور كارمين فالكوني: حاكم عالم الرذيلة والإجرام في مدينة غوثام. كان زميل جو تشيل في السجن بعد أن قتل جو والدا بروس. دبر فالكوني مقتل تشيل بعد أن قرر هذا الأخير الشهادة ضده. يتعاون مع رأس الغول والدكتور جوناثان كرين بتهريب ذيفان مثير للخوف عبر شحنة بحرية ووضعها في إمدادات مياه مدينة غوثام. قرر نولان عدم منح مورفي دور باتمان، قبل أن يعطيه دور الفزاعة.[17] قرأ مورفي العديد من المجلات المصورة التي تظهر فيها الفزاعة، وناقش مع نولان جعل الشخصية تبدو أقل مسرحية. شرح مورفي، «كنت أريد تجنب مظهر وورزل غامدج، لأنه ليس برجل يفرض نفسه جسديا - هو مهتم أكثر بالتلاعب بالعقل وما يمكن لهذا فعله».[18]
- مورغان فريمان في دور لوسيوس فوكس: موظف ذو منصب عال في شركات وين، تم تخفيض منصبه ليعمل في قسم العلوم التطبيقية حيث يجري دراسات في مجال الكيمياء الحيوية والهندسة الميكانيكية. يقوم فوكس بتزويد بروس بأغلبية المعدات التي يلزمها لتنفيذ مهمات باتمان. يصبح كبير الإداريين التنفيذيين عندما يستعيد بروس الشركة في نهاية الفيلم. كان فريمان اختيار غوير الأول والوحيد للدور.[11]

من بين الممثلين الآخرين: راتغر هاور في دور ويليام أرل كبير الإداريين التنفيذيين في شركات وين الذي يرأس الشركة في غياب بروس؛ مارك بون الابن في دور المحقق أرنولد فلاس رفيق غوردون الفاسد؛ كين واتانابي في دور رأس الغول الزائف؛ لاري هولدن في دور فينتش نائب المقاطعة؛ كولين ماكفارلين في دور جيليان لوب مفوض الشرطة؛ لاينوس روتش وسارة ستوارت في دوري توماس ومارثا وين والدا بروس؛ ريتشارد بريك في دور جو تشيل قاتل والدا بروس؛ جيرارد مورفي في دور فيدين قاضي المحكمة العليا الفاسد؛ تيم بوث في دور فيكتور زاس؛ رادي سيربدزيجا في دور رجل مشرد هو آخر شخص يلتقي بروس به حين يرحل من غوثام وأول مدني يرى باتمان؛ أندرو بليفين في دور ضابط شرطة بزي رسمي. يظهر الممثلان جون فو ومارك سترينج في دوري محاربين من عصبة الظلال.

## الإنتاج

### الموسيقى التصويرية
لحن موسيقى بداية باتمان كل من said bounaj وجيمس نيوتن هاوارد. كان نولان قد دعا زيمر لتأليف الموسيقى، وطلب منه هذا الأخير إذا كان باستطاعته دعوة هاوارد ليلحن أيضا، لأنهما رغبا دوما في العمل معا. تعاون الملحنين بالعمل على أغاني منفصلة من أجل إظهار «الشخصية المزدوجة» لبروس وين وهويته الأخرى باتمان. بدأ زيمر وهاوارد التلحين في لوس آنجيليس وانتقلا إلى لندن حيث بقيا لاثني عشر أسبوعا لإنجاز معظم التأليف. وجد الفنانين الإلهام لصياغة الموسيقى بزيارة مواقع تصوير بداية باتمان.
أراد زيمر اجتناب تلحين ما تم استخدامه في أفلام باتمان السابقة، لذا أصبحت الموسيقى دمجا من الأوركسترا والموسيقى الإلكترونية. تشكلت أوركسترا الفيلم ذات تسعين قطعة من أعضاء من مختلف أرجاء لندن، واختار زيمر استعمال عدد أكبر من الكمان الجهير. لجأ زيمر إلى صبي سوبرانو للمساعدة على عكس الموسيقى في بعض مشاهد الفيلم التي تشمل ذكريات والدي بروس وين المأساوية. حاول زيمر أيضا أن يضيف بعدا إنسانيا لباتمان، الذي يُنظر إليه على أنه سايكوباتي السلوك طوال الموسيقى. تعاون كلا الملحنين على تأليف ساعتين وعشرين دقيقة من الموسيقى للفيلم. لحن زيمر مشاهد الحركة بينما ركز هاوارد على دراما الفيلم.

## الإصدار

### في شباك التذاكر
اففتح فيلم بداية باتمان يوم 15 يونيو 2005 في الولايات المتحدة الأمريكية وكندا في 3,858 قاعة سينما، منها 55 قاعة آي ماكس. احتل الفيلم الرتبة الأولى في نهاية أسبوع افتتاحه، كاسبا 48,745,440 دولار، الأمر الذي قيل أنه «قوي لكن ليس مثيرا للإعجاب بمقاييس أفلام اليوم الفورية». ارتفعت إيرادات الفيلم إلى 72.9 مليون دولار في خمسة أيام، متجاوزا بذلك إيرادات فيلم باتمان للأبد (1995). حطم فيلم بداية باتمان كذلك الرقم القياسي لإيرادات خمسة أيام في قاعات الآي ماكس الخمسة والخمسين، كاسبا 3.16 مليون دولار. منح رواد السينما الفيلم في تصويت رتبة أ، واستنادا لدراسات الاستديو، اعتُبر فيلم بداية باتمان الأفضل بين أفلام باتمان. كانت ديموغرافية الجمهور 57% من الذكور و54% فوق سن الخامسة والعشرين.
حافظ الفيلم على رتبته الأولى لنهاية أسبوع أخرى، كاسبا 27,589,389 دولار في انخفاض بنسبة 43% من نهاية أسبوعه الأولى. استمر فيلم بداية باتمان لكسب 205,343,774 دولار وطنيا ومجموع 372,710,015 دولار عالميا. هو حاليا ثالث أفلام باتمان الأكثر دخلا، وراء فيلم تيم برتون باتمان الذي كسب 411,348,924 دولار عالميا، وفيلم فارس الظلام الذي كسب أكثر من مليار دولار. مقارنة بأفلام باتمان السابقة، جمع فيلم بداية باتمان معدل 12,634 دولار في كل قاعة سينما. أُصدر الفيلم في قاعات أكثر لكن باع تذاكر أقل من أفلام باتمان السابقة، باستثناء فيلم باتمان وروبن. كان فيلم بداية باتمان الثامن في قائمة الأفلام الأكثر دخلا لعام 2005 في الولايات المتحدة الأمريكية.

### على أقراص دي في دي
تم إصدار فيلم بداية باتمان على أقراص دي في دي في 18 أكتوبر 2005، على طبعتين: الأولى ذات قرص واحد والثانية ذات قرصين. زيادة على الفيلم، تضمنت الطبعة ذات قرصين أشرطة قصيرة وموادا إضافية أخرى. منها كتاب جيب صغير، وأول قصة باتمان في قصص المحققين #27، وكذلك القصة المصورة ذات عنوان باتمان: الرجل الذي يسقط ومقتبسا من قصة باتمان: الهالووين الطويل. احتل فيلم بداية باتمان الرتبة الأولى في قائمة المبيعات الوطنية وتصنيفات الإيجار لشهر أكتوبر 2005، مصبحا الدي في دي الأكثر بيعا في الربع الأخير من عام 2005. كسب الفيلم 11.36 مليون دولار من إيرادات الإيجار. حافظ الدي في دي على رتبته أعلى تصنيفات المبيعات لأسبوع ثان، لكن انتقل للرتبة الثانية بعد فيلم مسحور في تصنيفات إيجارات الفيديو.
تم إصدار فيلم بداية باتمان على أقراص دي في دي عالية الدقة في 10 أكتوبر 2006. أصدرت طبعة محدودة من الفيلم على أقراص دي في دي وبلو راي في 8 يوليو 2008 لتصادف إصدار فيلم فارس الظلام في قاعات السينما الذي تم في 18 يوليو 2008. شهدت مبيعات أقراص دي في دي فيلم بداية باتمان وإيجاراتها ازديادا ناجما عن الأداء الناجح لفيلم فارس الظلام في شباك التذاكر. كسب الفيلم 125 مليون دولار فيما يخص إيرادات مبيعات أقراص الدي في دي، رافعا إيراداته الإجمالية إلى 496,853,783 دولار.

### منتوجات مشتقة
تم إصدار ثلاث روايات مأخوذة عن نسخة باتمان في الفيلم تحت عناوين: الأبيض الميت والجحيم والخوف نفسه. كلها ذات أحداث تقع بعد أحداث الفيلم. زيادة على ذلك، تم إصدار الفيلم على شكل رواية من كتابة ديني أونيل، وأصدرت لعبة فيديو.

### الجوائز
رشح والي فيستر لجائزة أفضل توليف في مهرجان توزيع جوائز الأوسكار الثامن والسبعين، وهو ترشيح الفيلم الوحيد لجائزة أوسكار. حصل الفيلم على ثلاث ترشيحات في مهرجان توزيع جوائز بافتا التاسع والخمسين. بعد أشهر قليلة من إصدار بداية باتمان، صوت قراء مجلة إمباير على الفيلم ليحتل المرتبة السادسة والثلاثين في قائمة أعظم الأفلام في التاريخ. كرمت الجمعية الأمريكية للملحنين والمؤلفين والناشرين عام 2006 كلا من جيمس نيوتن هاوارد وهانز زيمر ورامين جوادي بجائزة آسكاب لتلحين فيلم أصبح واحدا من الأفلام الأكثر دخلا عام 2005. فاز الفيلم بثلاث جوائز زحل عام 2006: أفضل فيلم فانتازيا وأفضل ممثل لكريستيان بيل وأفضل كتابة لنولان وغوير. فاز كريستيان بيل كذلك بجائزة إم تي في للأفلام لأفضل بطل. لكن كاتي هولمز، التي لم يستقبل أدائها بشكل جيد، رشحت لجائزة التوتة الذهبية لأسوأ ممثلة مساعدة. ربح فيلم بداية باتمان جائزة مجلة توتال فيلم لأفضل فيلم.

## وصلات خارجية
- بداية باتمان على موقع IMDb (الإنجليزية)
- بداية باتمان على موقع ميتاكريتيك (الإنجليزية)
- بداية باتمان على موقع الموسوعة البريطانية (الإنجليزية)
- بداية باتمان على موقع روتن توميتوز (الإنجليزية)
- بداية باتمان على موقع نتفليكس (الإنجليزية)
- بداية باتمان على موقع قاعدة بيانات الأفلام العربية
- بداية باتمان على موقع ألو سيني (الفرنسية)
- بداية باتمان على موقع Turner Classic Movies (الإنجليزية)
- بداية باتمان على موقع أول موفي (الإنجليزية)
- بداية باتمان على موقع بوكس أوفيس موجو (الإنجليزية)
- تحليل الفيلم في آي جي إن